# (6868) Seiyauyeda
(6868) Seiyauyeda est un astéroïde de la ceinture principale.

## Description
(6868) Seiyauyeda est un astéroïde de la ceinture principale. Il fut découvert le 22 avril 1992 à Yatsugatake par Yoshio Kushida et Osamu Muramatsu. Il présente une orbite caractérisée par un demi-grand axe de 2,66 UA, une excentricité de 0,15 et une inclinaison de 3,4° par rapport à l'écliptique.

## Compléments